# Slittino ai XXII Giochi olimpici invernali
Le gare di slittino ai XXII Giochi olimpici invernali di Soči  in Russia si sono svolte dall'8 al 13 febbraio 2014 sulla pista di Sanki nella località di Krasnaja Poljana, a circa 60 km di distanza da Soči. Erano in programma quattro competizioni nelle seguenti discipline: singolo uomini e singolo donne, doppio e gara a squadre; per quest'ultima specialità è stato l'esordio all'interno del programma olimpico.

## Calendario
| Uomini | 1ª e 2ª manche singolo | 3ª e 4ª manche singolo |                        |                        | 1ª e 2ª manche doppio |                |  |  |  |  |  |  |  |  |  |  | 2 |
| Donne  |                        |                        | 1ª e 2ª manche singolo | 3ª e 4ª manche singolo |                       |                |  |  |  |  |  |  |  |  |  |  | 1 |
| Misto  |                        |                        |                        |                        |                       | Gara a squadre |  |  |  |  |  |  |  |  |  |  | 1 |
| Totale |                        | 1                      |                        | 1                      | 1                     | 1              |  |  |  |  |  |  |  |  |  |  | 4 |

## Podi

### Uomini
| Evento             | Oro                               | Tempo    | Argento                                | Tempo    | Bronzo                          | Tempo    |
| Singolo (dettagli) | Felix Loch                        | 3'27"526 | Al'bert Demčenko                       | 3'28"002 | Armin Zöggeler                  | 3'28"797 |
| Doppio (dettagli)  | Germania Tobias Wendl Tobias Arlt | 1'38"933 | Austria Andreas Linger Wolfgang Linger | 1'39"455 | Lettonia Andris Šics Juris Šics | 1'39"790 |

### Donne
| Evento             | Oro                  | Tempo    | Argento        | Tempo    | Bronzo      | Tempo    |
| Singolo (dettagli) | Natalie Geisenberger | 3'19"768 | Tatjana Hüfner | 3'20"907 | Erin Hamlin | 3'21"145 |

### Misti
| Evento                    | Oro                                                               | Tempo    | Argento                                                                       | Tempo    | Bronzo                                                       | Tempo    |
| Gara a squadre (dettagli) | Germania Natalie Geisenberger Felix Loch Tobias Arlt Tobias Wendl | 2'45"649 | Russia Tat'jana Ivanova Al'bert Demčenko Aleksandr Denis'ev Vladislav Antonov | 2'46"679 | Lettonia Elīza Tīruma Mārtiņš Rubenis Andris Šics Juris Šics | 2'47"295 |

## Medagliere
| Pos.   | Paese       |   |   |   | Totale |
| ------ | ----------- | - | - | - | ------ |
| 1      | Germania    | 4 | 1 | 0 | 5      |
| 2      | Russia      | 0 | 2 | 0 | 2      |
| 3      | Austria     | 0 | 1 | 0 | 1      |
| 4      | Lettonia    | 0 | 0 | 2 | 2      |
| 5      | Italia      | 0 | 0 | 1 | 1      |
| 5      | Stati Uniti | 0 | 0 | 1 | 1      |
| Totale | Totale      | 4 | 2 | 4 | 10     |